# Пщинський повіт
Пщинський повіт (пол. powiat pszczyński) — один з 17 земських повітів Сілезького воєводства Польщі.
Утворений 1 січня 1999 року в результаті адміністративної реформи.

## Географія
Річки: Пшчинка.

## Загальні дані
Повіт знаходиться у південно-центральній частині воєводства.
Адміністративний центр — місто Пщина.
Станом на 1.01.2008 населення становить 105 230 осіб, площа 471,28 км².

## Демографія
Демографічні дані повіту станом на 31 grudnia.2005:
|       | Всього  | Всього | Жінки  | Жінки | Чоловіки | Чоловіки |
| ----- | ------- | ------ | ------ | ----- | -------- | -------- |
|       | осіб    | %      | осіб   | %     | осіб     | %        |
| Повіт | 104 470 | 100    | 53 230 | 51,0  | 51 240   | 49,0     |
| Міста | 25 633  | 100    | 13 379 | 52,2  | 12 254   | 47,8     |
| Села  | 78 837  | 100    | 39 851 | 50,5  | 38 986   | 49,5     |